# 渡辺和彦 (農学博士)
渡辺 和彦（わたなべ かずひこ、1943年 - ）は、日本の農学博士。

## 来歴
1968年京都大学大学院修士課程修了。1977年京都大学農学博士、 兵庫県立農林水産技術総合センター勤務。その間、東京農工大学、高知大学、大阪府立大学で非常勤講師。2004年4月から、兵庫県立農業大学校嘱託、東京農業大学客員教授。1980年、日本土壌肥料学会賞受賞。1998年、科学技術庁長官賞受賞。2004年、全国農林関係試験研究機関場所長会「研究功労者表彰」受賞。

## 主な著書
- 『原色 生理障害の診断: 野菜・果樹・花・作物法』農文協、1986年。ISBN 4540850725。
- 『原色 野菜の要素欠乏・過剰症』農文協、2002年。ISBN 4540021990。
- 『作物の栄養生理最前線 : ミネラルの働きと作物、人間の健康』農文協、2006年。ISBN 9784540062872。
- 『ミネラルの働きと作物の健康 : 要素障害対策から病害虫防除まで』農文協、2009年。ISBN 9784540092039。
- 『わかりやすい園芸作物の栄養診断も手引』誠文堂新光社、2010年。ISBN 9784416410011。
- 『ミネラルの働きと人間の健康 : 糖尿病、認知症、骨粗しょう症を防ぐ』農文協、2011年。ISBN 9784540101687。

## 参考サイト
- http://www.ruralnet.or.jp/ouen/meibo/551.html